# Togkontrolsystem
Et togkontrolsystem er et system til at kontrollere et togs hastighed og bringe det til standsning, inden der sker uheld eller ulykker.

## Overblik

### Punktformet togkontrolsystem
Et punktformet togkontrolsystem er det mest almindeligt forekommende. Overførelsen af information sker mekanisk, elektrisk eller via induktion.
Det kan være et simpelt system med mekanisk påvirkning. Det bruges stadig enkelte steder. Bl.a. i den berlinske S-bane, hvor en arm udløser en ventil i toget, hvis toget passerer stop.
En lignede system, hvor overførelsen sker med elektricitet er Le Crocodile, som bruges i Frankrig, Belgien og Luxembourg. Her overføres signalets stilling fra en kontakt i sporet via en børste til toget. Hvis lokomotivføreren ikke reagerer inden for en kort tid, bremses toget automatisk, så toget standses inden farepunktet.
Overførsel via induktion er meget hyppigt brugt.
Det tyske Indusi/PZB er et system, som var i brug før anden verdenskrig. System har 3 baliser: Den første er ca. 1000 m før signalet og afgiver en frekvens på 1000 Hz, hvis signalet viser stop. Den anden er 250 m og afgiver en frekvens på 500 Hz ved stop. Den sidste balise er ved signalet og afgiver 2000 Hz ved stop. De første udgaver af Indusi tjekkede med ure som kontrollerede, at toget vil kunne komme ned i fart, hvis signalet stadig viste stop og vil være stoppet inden farepunktet. Efter nogle ulykker, hvor toget var startet igen, inden signalet var skiftet fra stop, og toget kommet op for en for høj hastighed ved signalet, således at det ikke kunne stoppes inden farepunktet, blev der udviklet et forbedret system baseret på mikroprocessorer. Det forbedret system PZB – Punktförmige Zugbeeinflussung – udregner en bremsekurve hen til det forventede farepunkt, så toget ikke kan passere signalet med for høj hastighed.
I de mere avancerede systemer som det danske ATC-system er der én eller flere baliser, som sender telegrammer til computeren i toget. Til toget sendes oplysninger som fx:
- Strækningshastighed
- Afstand til næste signal
- Tilladt hastighed efter næste signal
- Radiokanal

I samme kategori af togkontrolsystemer er det svenske ATC-system og det franske KVB.
ATC bruges på hovedstrækninger med højeste tilladte hastighed på 180 km/t, og der er lavet 2 varianter til ATC: ATC-togstop til regionalbaner op til 120 km/t og ATP til mindre baner med maksimal hastighed på 75 km/t.

### Linjeformede togkontrolsystemer
Til de linjeformede togkontrolsystemer hører S-banens HKT – HastighedsKontrol og Togstop, som bruges på det meste af S-togsnettet. Her sendes 2 frekvenser samtidig fra det faste anlæg via linjeleder imellem skinnerne, der giver en hastighedskode. Dvs. at det er hastigheden som overvåges. Den aktuelle maksimale hastighed vises for lokomotivføreren i et førerrumssignal.
Andre systemer, fx det hollandske ATB og italienske BACC, bruger skinnerne i stedet for en linjeleder, men efter de samme principper som HKT. Ligeledes blev de første TGV-strækninger udstyret med TVM 300, hvor kun hastigheden blev kontrolleret. Ved kørsel hen imod standsning nedtrappes den tilladte hastighed. Dog er sikkerheden og kapaciteten begrænset af bremseegenskaberne – koder fra spor/linjeleder er faste uanset materieltype. Specielt på S-togsnettet er tolerancerne så optimerede, at andre materieltyper ikke med fordel kan bruge informationer fra HKT-systemet. Med TVM 430 er der forbedringer, således at blandet trafik kan håndteres ved, at der overføres flere informationer. Dette bruges i Kanaltunnelen, hvor der en blanding af højhastighedstog, godstog og biltog.
Det tyske LZB bygger på det princip, at toget hele tiden kommunikerer med en kontrolcentral. Centralen holder styr på, hvor togene er, så hastigheden, som er tilladt, kan tilpasses strækningen og trafikken. Tog giver besked til kontrolcentralen om aktuel hastighed og position. Med de oplysninger kan togene køre meget tæt på hinanden, således at det er muligt for det bagliggende tog at standse lige bag det foranliggende tog. Systemet bruges på højhastighedsstrækninger. Men systemet bruges også på metro og S-togstrækninger.

### Andre systemer
Metroen i København har et særligt system, som er udviklet til metrosystemer.
Communication-based train control (CBTC) er en klasse af systemer som bruges på metro og bybaner. Et CBTC-system fra Siemens er valgt til den københavnske S-bane. Ligeledes skal Cityringen have CBTC.
ETCS – European Train Control System er et fælleseuropæisk togkontrolsystem, der er udviklet i fællesskab af de europæiske jernbaner og den europæiske jernbaneindustri. ETCS er sammen med GSM-R en del af ERTMS – European Rail Traffic Management System. ETCS/ERTMS skal på et senere tidspunkt afløse de nationale systemer. I ETCS niveau 1 er på samme niveau som det danske ATC, hvor der bruges baliser. Niveau 2, som det niveau som skal indføres på de danske fjernbaner, bruges GSM-R til overførelse kørselstilladelser. ERTMS Regional – er en simplificeret og billigudgave af European Rail Traffic Management System egnet til togkontrolsystem på jernbanelinjer med lav trafikmængde.

## Oversigt over forskellige landes togkontrolsystemer
- Belgien (Le Crocodile, TBL, TVM, ERTMS)
- Bulgarien (Ebicab 700)
- Danmark (ATC, ATC-t, ATP, CBTC, ERTMS, HKT)
- Estland (ALSN)
- Finland (ATP-VR/RHK {JKV})
- Frankrig (Le Crocodile, KVB, TVM, ERTMS)
- Holland (ATB, ERTMS)
- Italien	(RSDD/SCMT, BACC, ERTMS)
- Kina – (ERTMS)
- Libyen – (ERTMS)
- Luxemborg (Le Crocodile, MEMOR II+)
- New Zealand – (ERTMS)
- Norge (Ebicab 700)
- Polen (SHP)
- Portugal (Ebicab 700)
- Schweiz (ZUB 121, Integra-Signum, ETCS, ERTMS)
- Spanien (ASFA, LZB, Ebicab 900, SELCAB)
- Sverige (Ebicab 700, ERTMS)
- Storbritannien (ATP, TPWS, AWS, ERTMS)
  - Storbritannien Channel Tunnel Rail Link (TVM)
- Tyskland (Indusi / PZB, LZB)
- Østrig (Indusi / PZB, LZB)